# تاريوسا
تاريوسا (بالروسية: Таруса) هي إحدى مدن روسيا في الكيان الفدرالي الروسي كالوغا أوبلاست.